# Campionato del mondo giovanile di arrampicata
Il Campionato del mondo giovanile di arrampicata è una competizione internazionale giovanile di arrampicata a cadenza annuale organizzata dalla International Federation of Sport Climbing (IFSC), a partire dal 1992.
Durante l'evento si disputano tre specialità: lead boulder e speed.
Gli atleti sono suddivisi in tre categorie:
- Junior (under 20): nati 18 o 19 anni prima dell'anno del campionato
- Youth A (under 18): nati 16 o 17 anni prima dell'anno del campionato
- Youth B (under 16): nati 14 o 15 anni prima dell'anno del campionato

## Edizioni
| Ed. | Anno | Luogo                   | Data                     | Discipline | Discipline | Discipline | Note   |
| --- | ---- | ----------------------- | ------------------------ | ---------- | ---------- | ---------- | ------ |
| Ed. | Anno | Luogo                   | Data                     | numero     | lead       | speed      | Note   |
| 1   | 1992 | Basilea                 | 27 febbraio              | 1          | •          |            | [ 2 ]  |
| 2   | 1994 | Lipsia                  | 22 ottobre               | 1          | •          |            | [ 3 ]  |
| 3   | 1995 | Laval                   | 6 ottobre                | 1          | •          |            | [ 4 ]  |
| 4   | 1996 | Mosca                   | 2 - 3 novembre           | 2          | •          | •          | [ 5 ]  |
| 5   | 1997 | Imst                    | 14 novembre              | 1          | •          |            | [ 6 ]  |
| 6   | 1998 | Mosca                   | 16 luglio                | 1          | •          |            | [ 7 ]  |
| 7   | 1999 | Courmayeur              | 3 settembre              | 1          | •          |            | [ 8 ]  |
| 8   | 2000 | Amsterdam               | 1º settembre             | 1          | •          |            | [ 9 ]  |
| 9   | 2001 | Imst                    | 21 - 24 giugno           | 2          | •          | •          | [ 10 ] |
| 10  | 2002 | Canteleu                | 28 - 29 settembre        | 2          | •          | •          | [ 11 ] |
| 11  | 2003 | Veliko Tărnovo          | 19 - 21 settembre        | 1          | •          |            | [ 12 ] |
| 12  | 2004 | Edimburgo               | 10 - 12 settembre        | 1          | •          |            | [ 13 ] |
| 13  | 2005 | Pechino                 | 25 - 26 agosto           | 2          | •          | •          | [ 14 ] |
| 14  | 2006 | Imst                    | 24 - 27 agosto           | 2          | •          | •          | [ 15 ] |
| 15  | 2007 | Ibarra                  | 23 - 26 agosto           | 2          | •          | •          | [ 16 ] |
| 16  | 2008 | Sydney                  | 28 - 31 agosto           | 2          | •          | •          | [ 17 ] |
| 17  | 2009 | Valence                 | 27 - 30 agosto           | 2          | •          | •          | [ 18 ] |
| 18  | 2010 | Edimburgo               | 9 - 12 settembre         | 2          | •          | •          | [ 19 ] |
| 19  | 2011 | Imst                    | 25 - 28 agosto           | 2          | •          | •          | [ 20 ] |
| 20  | 2012 | Singapore               | 29 agosto - 1º settembre | 2          | •          | •          | [ 21 ] |
| 21  | 2013 | Central Saanich         | 15 - 19 agosto           | 2          | •          | •          | [ 22 ] |
| 22  | 2014 | Nouméa, Nuova Caledonia | 19 - 23 settembre        | 2          | •          | •          | [ 23 ] |
| 23  | 2015 | Arco                    | 28 agosto - 6 settembre  |            |            |            |        |
| 24  | 2016 | Guangzhou               | 7 - 13 novembre          | 2          | •          | •          | [ 24 ] |
| 25  | 2017 | Innsbruck               | 30 agosto - 10 settembre | 2          | •          | •          | [ 25 ] |
| 26  | 2018 | Mosca                   | 20 - 30 agosto           | 2          | •          | •          | [ 26 ] |
| 27  | 2019 | Arco                    | 22 - 31 agosto           | 2          | •          | •          | [ 27 ] |
| 28  | 2021 | Voronež                 | 22 - 30 agosto           | 2          | •          | •          | [ 28 ] |
| 29  | 2022 | Dallas                  | 22 - 31 agosto           | 2          | •          | •          | [ 29 ] |
| 30  | 2023 | Seul                    | 18 – 27 agosto 2023      |            |            |            |        |
| 30  | 2024 | Guiyang                 | 22 – 31 agosto 2024      | 2          | •          | •          | [ 30 ] |

## Medaglie maschili

### Lead junior
| Anno | Oro                          | Argento              | Bronzo                    |
| ---- | ---------------------------- | -------------------- | ------------------------- |
| 1992 | Pavel Samoiline              | Faycal Natech        | Elie Chevieux Ian Vickers |
| 1994 | Fabien Mazuer François Petit |                      | Pascal Gisler             |
| 1995 | Frédéric Sarkany             | Christian Bindhammer | Kalin Garbov              |
| 1997 | Maksym Petrenko              | Sylvain Millet       | Thomas Feuerstein         |
| 1998 | Yves Hasbani                 | Jérôme Meyer         | David Gisler              |
| 1999 | Flavio Crespi                | Yves Hasbani         | Patxi Usobiaga            |
| 2000 | Pablo Barbero Alfonso        | Mychajlo Šalahin     | Nels Rosaasen             |
| 2001 | Tomás Mrázek                 | Kilian Fischhuber    | Sangwon Son               |
| 2002 | Cédric Lachat                | Gérome Pouvreau      | Fabien Dugit              |
| 2003 | Eduard Marín García          | Jorg Verhoeven       | Fabien Dugit              |
| 2004 | Jorg Verhoeven               | Eduard Marín García  | Dmitrij Šarafutdinov      |
| 2005 | Daniel Winkler               | Nicolas Badia        | Ivan Kaurov               |
| 2006 | Sean McColl                  | Thomas Neyer         | Fabien Comina             |
| 2007 | Sachi Amma                   | Felix Neumärker      | Tsukuru Hori              |
| 2008 | Jakob Schubert               | Hyunbin Min          | Martin Stráník            |
| 2009 | Jakob Schubert               | Gauthier Supper      | Eric López Mateos         |
| 2010 | Thomas Tauporn               | Mario Lechner        | Anton Mardašov            |
| 2011 | Jure Raztresen               | Edward Hamer         | Stefano Ghisolfi          |
| 2012 | Dmitrij Fakir'janov          | Domen Škofic         | Jure Raztresen            |
| 2013 | Dmitrij Fakir'janov          | Sebastian Halenke    | Domen Škofic              |
| 2014 | Berhard Röck                 | Loïc Timmermans      | Martin Bergant            |
| 2015 | Berhard Röck                 | Jesse Grupper        | Keiichiro Kowenaga        |
| 2016 | Simon Lorenzi                | Yuki Hada            | Dimitri Vogt              |
| 2017 | Yoshiyuki Ogata              | Meichi Narasaky      | Kai Lightner              |
| 2018 | Meichi Narasaky              | Jakub Konečný        | Kai Harada                |
| 2019 | Shuta Tanaka                 | Sohta Amagasa        | Alistair Duval            |
| 2021 | Hamish Mcarthur              | Paul Jenft           | Rei Kawamata              |
| 2022 | Zento Murashita              | Junta Sekiguchi      | Lovro Črep                |
| 2023 | Hannes Van Duysen            | Neo Suzuki           | Zento Murashita           |
| 2024 | Yusuke Sugimoto              | Darius Rapa          | Shion Omata               |

### Lead youth A
| Anno | Oro                   | Argento                                     | Bronzo                  |
| ---- | --------------------- | ------------------------------------------- | ----------------------- |
| 1992 | François Petit        | Fabien Mazuer                               | Antoine Pecher          |
| 1994 | David Carretero Pérez | Anthony Lamiche Robert Mate Maksym Petrenko |                         |
| 1995 | Sylvain Millet        | Frédéric Tuscan                             | Markus Bock             |
| 1997 | Julien Barbier        | Yves Hasbani                                | François Auclair        |
| 1998 | Alexander Meikl       | Peter Szczepanski                           | Mychajlo Šalahin        |
| 1999 | Tomaž Valjavec        | Mychajlo Šalahin                            | Kilian Fischhuber       |
| 2000 | Roman Felix           | Fabien Dugit                                | Gérome Pouvreau         |
| 2001 | Marcin Wszołek        | Jorg Verhoeven                              | Petr Solanský           |
| 2002 | Jorg Verhoeven        | Flavien Guerimand                           | Christophe Treuilhe     |
| 2003 | Sean McColl           | Anthony Sapey                               | Romain Pagnoux          |
| 2004 | Sean McColl           | Ivan Kaurov                                 | Fabien Comina           |
| 2005 | Magnus Midtboe        | Felix Neumärker                             | Sachi Amma              |
| 2006 | Sachi Amma            | Jakob Schubert                              | David Lama              |
| 2007 | Jakob Schubert        | Mario Lechner                               | Thomas Tauporn          |
| 2008 | Mario Lechner         | Thomas Tauporn                              | Eric López Mateos       |
| 2009 | Adam Ondra            | Max Rudigier                                | Julian Bautista         |
| 2010 | Jure Raztresen        | Alexander Megos                             | Stefano Ghisolfi        |
| 2011 | Domen Škofic          | Dmitrij Fakir'janov                         | Loïc Timmermans         |
| 2012 | Sebastian Halenke     | Semën Česnokov                              | Martin Bergant          |
| 2013 | Naoki Shimatani       | Shinichiro Nomura                           | Bernhard Röck           |
| 2014 | Hannes Puman          | Jan-Luca Posch                              | Georg Parma             |
| 2015 | Sascha Lehmann        | Stefano Carnati                             | Georg Parmentier        |
| 2016 | Giorgio Bendazzoli    | Kai Lightner                                | Taito Nagakami          |
| 2017 | Shuta Tanaka          | Nathan Martin                               | Mikel Linacisoro Molina |
| 2018 | Hidemasa Nishida      | Luka Potokar                                | Katsura Konoshi         |
| 2019 | Hidemasa Nishida      | Colin Duffy                                 | Alberto Ginés López     |
| 2021 | Haruki Eemura         | Mejdi Schalck                               | Timotej Romšak          |
| 2022 | Sorato Anraku         | Toby Roberts                                | Rikuto Inohana          |
| 2023 | Kibeon Kwon           | Shion Omata                                 | Auswin Aueareechit      |
| 2024 | Manako Kurashiki      | Hakjiin Lee                                 | Haru Funaki             |

### Lead youth B
| Anno | Oro                      | Argento             | Bronzo             |
| ---- | ------------------------ | ------------------- | ------------------ |
| 1992 | Laurent Lanners          | Olaw Mainardi       | Jimmy Dubuisson    |
| 1994 | Frédéric Tuscan          | Ulrich Lindenthal   | David Hume         |
| 1995 | Chris Sharma             | David Hume          | Matt Engbring      |
| 1997 | Klemen Becan             | Eric Scully         | Tomaž Valjavec     |
| 1998 | Roman Felix              | Clément Chabaud     | Timo Preußler      |
| 1999 | Roman Felix              | Adam Stack          | Remi Samyn         |
| 2000 | Guillaume Glairon Mondet | Ethan Pringle       | Jorg Verhoeven     |
| 2001 | Guillaume Glairon Mondet | Helmut Wörz         | Jan Zbranek        |
| 2002 | Gabriele Moroni          | Stepan Stráník      | Ja-Bee Kim         |
| 2003 | Fabien Comina            | Daniel Woods        | Ales Jurjec        |
| 2004 | David Lama               | Blagovest Lazarov   | Daniel Woods       |
| 2005 | David Lama               | Jakob Schubert      | Jurij Dzjubjak     |
| 2006 | Eric López Mateos        | Arman Ter-Minasjan  | Mario Lechner      |
| 2007 | Adam Ondra               | Masahiro Higuchi    | Max Rudigier       |
| 2008 | Adam Ondra               | Max Rudigier        | Julian Bautista    |
| 2009 | Sebastian Halenke        | Domen Škofic        | Samuel Adolph      |
| 2010 | Sebastian Halenke        | Loïc Timmermans     | David Firnenburg   |
| 2011 | Bernhard Röck            | Naoki Shimatani     | Keiichiro Korenaga |
| 2012 | Anze Peharc              | Hannes Puman        | Georg Parma        |
| 2013 | Stefano Carnati          | Hugo Parmentier     | Sascha Lehmann     |
| 2014 | Kai Lightner             | Rudolph Ruana       | Minyoung Lee       |
| 2015 | Sam Avezou               | Harold Peeters      | Pietro Biagini     |
| 2016 | Sam Avezou               | Katsura Konishi     | Hidemada Nishida   |
| 2017 | Colin Duffy              | Alberto Ginés López | Hidemada Nishida   |
| 2018 | Colin Duffy              | Thomas Podolan      | Kentaro Maeda      |
| 2019 | Junta Sekiguchi          | Haruki Uemura       | Satone Yoshida     |
| 2021 | Sorato Anraku            | Hugo Hoyer          | Dillon Countryman  |
| 2022 | Max Bertone              | Riku Ishihara       | Lukáš Mokroluský   |
| 2023 | Ryusei Hamada            | Hareru Nagamori     | Ryota Toda         |

### Speed junior
| Anno | Oro                   | Argento            | Bronzo                 |
| ---- | --------------------- | ------------------ | ---------------------- |
| 2001 | Maksym Stenkovyj      | Daniil Kozmin      | Oleksandr Salimov      |
| 2002 | Sergej Sinicyn        | Oleksandr Salimov  | Dmytro Babič           |
| 2005 | Evgenij Vajcechovskij | Aleksandr Kosterin | Ėduard Ismagilov       |
| 2006 | Sean McColl           | Anatolij Skripov   | Ėduard Ismagilov       |
| 2007 | Maksym Osipov         | Egor Skačkov       | Sergej Kokorin         |
| 2008 | Sergej Abdrachmanov   | Maksym Osipov      | Qixin Zhong            |
| 2009 | Sergej Abdrachmanov   | Josmar Nieves      | Stanislav Kokorin      |
| 2010 | Sayat Bokanov         | Bogdan Posmašnyj   | Arman Ter-Minasyan     |
| 2011 | Daniïl Boldyrjev      | Marcin Dzieński    | Serhij Barkovs'kyj     |
| 2012 | Nikita Sujuškin       | Dmitrij Timofeev   | Konstantin Pajl        |
| 2013 | Nikita Sujuškin       | Artëm Savel'ev     | Sergej Lužeckij        |
| 2014 | Jan Kříž              | Sergej Lužeckij    | Alessandro Santoni     |
| 2015 | Georgij Artamonov     | John Brosler       | Maksim D'jačkov        |
| 2016 | Ludovico Fossali      | Pierre Rebreyend   | Aleksandr Šikov        |
| 2017 | Carlos Granja         | Seungbeom Lee      | Michael Finn-Henry     |
| 2018 | Gian Luca Zodda       | Noah Bratschi      | Dem'jan Zajcev         |
| 2019 | Sergej Rukin          | Almaz Nagaev       | Adi Mulyono Rahmad     |
| 2021 | Jaroslav Paškov       | Danila Ukolov      | Lawrence Bogeschdorfer |
| 2022 | Shuto Fujino          | Hryhorij Il'čyšyn  | Leander Carmanns       |
| 2023 | Julian David          | Micah Feller       | Rafe Stokes            |

### Speed youth A
| Anno | Oro                 | Argento                     | Bronzo               |
| ---- | ------------------- | --------------------------- | -------------------- |
| 2001 | Johannes Lau        | Andrzej Mecherzyński-Wiktor | Sergej Pinigin       |
| 2002 | Denis Omel'čenko    | Oleksij Šul'ha              | Dmitrij Šarafutdinov |
| 2005 | Aleksej Bel'čikov   | Oleksij Zajčenko            | Maksym Osipov        |
| 2006 | Maksym Osipov       | Egor Skačkov                | Jevhen Palladij      |
| 2007 | Sergej Abdrachmanov | Gonzalo Mejía               | Andrés Quinteros     |
| 2008 | Josmar Nieves       | Isaac Estévez               | Nic Sutton           |
| 2009 | Leonardo Gontero    | Arman Ter-Minasjan          | Isaac Estévez        |
| 2010 | Vjačeslav Vedenčuk  | Marcin Dzieński             | Jaroslav Hontaryk    |
| 2011 | Konstantin Pajl     | Artëm Savel'ev              | Nikita Sujuškin      |
| 2012 | Ruslan Fajzullin    | Sergej Lužeckij             | Georgij Artamonov    |
| 2013 | Alessandro Santoni  | Aleksandr Šikov             | John Brosler         |
| 2014 | Aleksandr Šikov     | Lev Rudackij                | Vladislav Myznikov   |
| 2015 | Kostjantyn Pavlenko | Mehdi AliPourShenazandi     | Lev Rudackij         |
| 2016 | Gian Luca Zodda     | Sergej Rukin                | Georgij Morozov      |
| 2017 | Sergej Rukin        | Georgij Morozov             | JinXin Li            |
| 2018 | Almaz Nagaev        | Jordan Fishman              | Ėduard Daukaev       |
| 2019 | Jaroslav Paškov     | Jordan Fishman              | Yongjun Jung         |
| 2021 | Maksim Ryžov        | Hryhorij Il'čyšyn           | Marco Rontini        |
| 2022 | Marco Rontini       | Marius Payet Gaboriaud      | Samuel Watson        |
| 2023 | Michael Hom         | Dong Jun Kim                | Kazuki Tanii         |

### Speed youth B
| Anno | Oro                             | Argento           | Bronzo              |
| ---- | ------------------------------- | ----------------- | ------------------- |
| 2001 | Ivan Kalinin                    | Oleksij Šul'ha    | Nestor Carvajal     |
| 2002 | Leonel De Las Salas Sean McColl |                   | Vasily Kozlov       |
| 2005 | Aleksandr Stepanov              | Jernej Kruder     | Bence Gál           |
| 2006 | Eric López Mateos               | Brian Furciniti   | Brian Antheunisse   |
| 2007 | Andrej Šilenberg                | Bogdan Posmašnyj  | Isaac Estevez       |
| 2008 | Viacheslav Vedenchuk            | Ivan Spitsyn      | Josh Levin          |
| 2009 | Nikita Sujuškin                 | Artëm Savel'ev    | Sergej Lužeckij     |
| 2010 | Georgij Artamonov               | Sergej Lužeckij   | Alessandro Santoni  |
| 2011 | Ruslan Fajzullin                | Georgji Artamonov | Alessandro Santoni  |
| 2012 | Aleksandr Šikov                 | Daniil Zakirov    | Maksim D'jačkov     |
| 2013 | Vladislav Myznikov              | Lev Rudatskiy     | Kostiantyn Pavlenko |
| 2014 | Carlos Granja                   | Pëtr Zemljakov    | Gian Luca Zodda     |
| 2015 | Pëtr Zemljakov                  | Timur Jamaliev    | Leonardo Sandrin    |
| 2016 | Almaz Nagaev                    | Roman Božko       | Daniil Ogorodnikov  |
| 2017 | Jacopo Stefani                  | Anton Kul'ba      | Evgenij Kuzin       |
| 2018 | Haram Jeon                      | Andrea Zappini    | Ellis Ernsberger    |
| 2019 | Hryhorij Il'čyšyn               | Oliver Kuang      | Dylan Le            |
| 2021 | Kirill Koldomov                 | Samuel Watson     | Yusuke Sugimoto     |
| 2022 | Francesco Ponzinibio            | Ginta Uegaki      | Damir Toktarov      |
| 2023 | Yicheng Zhao                    | Jiannxun Xu       | Zexuan Yu           |

### Bouldering

#### Juniors
| Anno | Oro               | Argento          | Bronzo            |
| ---- | ----------------- | ---------------- | ----------------- |
| 2015 | Jongwon Chon      | Nicolas Pelorson | Anže Peharc       |
| 2016 | Borna Čujić       | Baptiste Ometz   | William Bosi      |
| 2017 | Yoshiyuki Ogata   | Meichi Narasaki  | Jan-Luca Posch    |
| 2018 | Meichi Narasaki   | Yannick Flohé    | Kai Harada        |
| 2019 | Sohta Amagasa     | Leo Favot        | Nathan Martin     |
| 2021 | Hamish McArthur   | Rei Kawamata     | Paul Jenft        |
| 2022 | Hannes Van Duysen | Zento Murashita  | Junta Sekiguchi   |
| 2023 | Junta Sekiguchi   | Yannick Nagel    | Hannes Van Duysen |

#### Youth A
| Anno | Oro               | Argento              | Bronzo              |
| ---- | ----------------- | -------------------- | ------------------- |
| 2015 | Yoshiyuki Ogata   | Kai Harada           | Hugo Parmentier     |
| 2016 | Keita Dohi        | Kai Lightner         | Kai Harada          |
| 2017 | Filip Schenk      | Keita Dohi           | Mizuki Tajima       |
| 2018 | Sam Avezou        | Eneko Carretero Cruz | Nathan Martin       |
| 2019 | Ao Yurikusa       | Hamish McArthur      | Hajime Takeda       |
| 2021 | Hannes Van Duysen | Emil Zimmermann      | Thorben Perry Bloem |
| 2022 | Ritsu Kayotani    | Toby Roberts         | Sorato Anraku       |
| 2023 | Ritsu Kayotani    | Raito Kato           | Thomas Lemagner     |

#### Youth B
| Anno | Oro            | Argento              | Bronzo           |
| ---- | -------------- | -------------------- | ---------------- |
| 2015 | Filip Schenk   | Keita Dohi           | Lukas Franckaert |
| 2016 | Nathan Martin  | Davide Marco Colombo | Katsura Konishi  |
| 2017 | Rei Kawamata   | Semen Ovčinnikov     | Ryoei Nukui      |
| 2018 | Rei Kawamata   | Thomas Podolan       | Ryoei Nukui      |
| 2019 | Nichol Tomas   | Junta Sekiguchi      | Edvards Gruzītis |
| 2021 | Nikolaj Rusev  | Sorato Anraku        | Augustine Chi    |
| 2022 | Hugo Hoyer     | Matteo Reusa         | Hinata Terakawa  |
| 2023 | Noh Hyun-seung | Ryusei Hamada        | Hareru Nagamori  |

## Medaglie femminili

### Lead junior
| Anno | Oro                 | Argento            | Bronzo               |
| ---- | ------------------- | ------------------ | -------------------- |
| 1992 | Muriel Sarkany      | Nataša Stritih     | Catherine Musso      |
| 1994 | Marie Guillet       | Irina Zajceva      | Larissa Buronova     |
| 1995 | Liv Sansoz          | Marie Guillet      | Martina Cufar        |
| 1997 | Bettina Schöpf      | Tat'jana Rujga     | Natal'ja Nesterova   |
| 1998 | Bettina Schöpf      | Katarina Štremfelj | Iva Hartmann         |
| 1999 | Delphine Martin     | Eva Tušar          | Alexandra Eyer       |
| 2000 | Barbara Bacher      | Nastja Guzzi       | Jana Oman            |
| 2001 | Ol'ha Šalahina      | Emilie Pouget      | Ol'ga Jakovleva      |
| 2002 | Natalija Gros       | Emilie Pouget      | Ol'ha Šalahina       |
| 2003 | Caroline Ciavaldini | Maja Vidmar        | Jenny Lavarda        |
| 2004 | Caroline Ciavaldini | Florence Pinet     | Stéphanie Crouvisier |
| 2005 | Mina Markovič       | Florence Pinet     | Fanny Conan          |
| 2006 | Katharina Saurwein  | Anna Stöhr         | Lisa Knoche          |
| 2007 | Christine Schranz   | Jana Čerešneva     | Anne Hoarau          |
| 2008 | Akiyo Noguchi       | Juliane Wurm       | Charlotte Durif      |
| 2009 | Charlotte Durif     | Ana Ogrinc         | Amandine Loury       |
| 2010 | Alexandra Ladurner  | Manuela Sigrist    | Dinara Fachritdinova |
| 2011 | Julia Serrière      | Johanna Ernst      | Sasha DiGiulian      |
| 2012 | Momoka Oda          | Magdalena Röck     | Katharina Posch      |
| 2013 | Magdalena Röck      | Katharina Posch    | Manon Hily           |
| 2014 | Aya Onoe            | Jessica Pilz       | Julia Chanourdie     |
| 2015 | Anak Verhoeven      | Jessica Pilz       | Julia Chanourdie     |
| 2016 | Margo Hayes         | Hannah Schubert    | Aika Tajima          |
| 2017 | Claire Buhrfeind    | Aika Tajima        | Heloïse Doumont      |
| 2018 | Vita Lukan          | Nolwenn Arc        | Nina Arthaud         |
| 2019 | Laura Rogora        | Nolwenn Arc        | Brooke Raboutou      |
| 2021 | Nonoha Kume         | Lucija Tarkuš      | Camille Pouget       |
| 2022 | Nonoha Kume         | Natsuki Tanii      | Michaela Smetanová   |
| 2023 | Sara Čopar          | Tomona Takao       | Sana Ogura           |
| 2024 | Rosa Rekar          | Anastasiia Kobets  | Magdalena Kompein    |

### Lead youth A
| Anno | Oro                 | Argento                       | Bronzo               |
| ---- | ------------------- | ----------------------------- | -------------------- |
| 1992 | Ol'ga Bibik         | Marie Guillet                 | Natalij Pašennik     |
| 1994 | Liv Sansoz          | Majja Piratinskaja            | Irina Rujga          |
| 1995 | Ameli Haager        | Tat'jana Rujga                | Irina Rujga          |
| 1997 | Marharyta Usatjuk   | Shena Sturman                 | Beth Rodden          |
| 1998 | Marija Belomestnova | Sandrine Levet                | Julija Abramčuk      |
| 1999 | Ol'ha Šalahina      | Sandrine Levet                | Barbara Bacher       |
| 2000 | Natalija Gros       | Ol'ha Šalahina                | Barbara Schranz      |
| 2001 | Jenny Lavarda       | Natalija Gros                 | Ekaterina Korol'kova |
| 2002 | Caroline Ciavaldini | Angela Eiter                  | Stéphanie Crouvisier |
| 2003 | Alizée Dufraisse    | Yuka Kobayashi                | Angela Eiter         |
| 2004 | Caroline Januel     | Maud Ansade                   | Chloé Graftiaux      |
| 2005 | Caroline Januel     | Jana Čerešneva                | Akiyo Noguchi        |
| 2006 | Charlotte Durif     | Akiyo Noguchi                 | Anne Hoarau          |
| 2007 | Charlotte Durif     | Marah Bragdon                 | Melissa Main         |
| 2008 | Johanna Ernst       | Katherine Choong              | Alexandra Ladurner   |
| 2009 | Katherine Choong    | Hélène Janicot Julia Serrière |                      |
| 2010 | Hélène Janicot      | Katharina Posch               | Magdalena Röck       |
| 2011 | Magdalena Röck      | Momoka Oda                    | Tina Johnsen Hafsaas |
| 2012 | Jessica Pilz        | Anak Verhoeven                | Salomé Romain        |
| 2013 | Jessica Pilz        | Anak Verhoeven                | Julia Chanourdie     |
| 2014 | Hannah Schubert     | Alina Ring                    | Kajsa Rosen          |
| 2015 | Janja Garnbret      | Margo Hayes                   | Aika Tajima          |
| 2016 | Janja Garnbret      | Mia Krampl                    | Vita Lukan           |
| 2017 | Ashima Shiraishi    | Brooke Raboutou               | Nolwenn Arc          |
| 2018 | Brooke Raboutou     | Futaba Ito                    | Sandra Lettner       |
| 2019 | Nika Potapova       | Natsumi Hirano                | Luce Douady          |
| 2021 | Sara Čopar          | Alessia Mabboni               | Liza Novak           |
| 2022 | Aleksandra Totkova  | Sara Čopar                    | Gaeyong Oh           |
| 2023 | Meije Lerondel      | Kim Chae-yeong                | Moka Mochizuki       |

### Lead youth B
| Anno | Oro                    | Argento             | Bronzo                          |
| ---- | ---------------------- | ------------------- | ------------------------------- |
| 1992 | Kathleen Vanbellinghen | Lydie Tuccio        | Majja Piratinskaja              |
| 1994 | Iva Hartmann           | Ameli Haager        | Nicola Haager                   |
| 1995 | Katie Brown            | Katarina Štremfelj  | Margarita Ryžkova               |
| 1997 | Marija Belomestnova    | Sandrine Levet      | Marina Malamid                  |
| 1998 | Ol'ha Šalahina         | Natalija Gros       | Katarzyna Długosz Jenny Lavarda |
| 1999 | Natalija Gros          | Katarzyna Długosz   | Nadine Ruh                      |
| 2000 | Kinga Ociepka          | Emily Harrington    | Aleksandra Balakireva           |
| 2001 | Kinga Ociepka          | Angela Eiter        | Katharina Saurwein              |
| 2002 | Chloé Graftiaux        | Yuka Kobayashi      | Tori Allen Katharina Saurwein   |
| 2003 | Silvie Rajfova         | Caroline Januel     | Tat'jana Šelemet'eva            |
| 2004 | Charlotte Durif        | Christina Schmid    | Silvie Rajfová                  |
| 2005 | Charlotte Durif        | Aleksandra Malyševa | Juliane Wurm                    |
| 2006 | Johanna Ernst          | Tiffany Hensley     | Katie Mah                       |
| 2007 | Johanna Ernst          | Alexandra Ladurner  | Sasha DiGiulian                 |
| 2008 | Momoka Oda             | Berit Schwaiger     | Hélène Janicot                  |
| 2009 | Katharina Posch        | Laura Michelard     | Karoline Sinnhuber              |
| 2010 | Jevhenija Kazbekova    | Anak Verhoeven      | Andrea Pavlincová               |
| 2011 | Jessica Pilz           | Jevhenija Kazbekova | Salomé Romain                   |
| 2012 | Hannah Schubert        | Aika Tajima         | Mona Kellner                    |
| 2013 | Aika Tajima            | Emilie Gerhardt     | Miwa Oba                        |
| 2014 | Janja Garnbret         | Asja Gollo          | Viktorija Meškova               |
| 2015 | Ashima Shiraishi       | Mia Krampl          | Laura Rogora                    |
| 2016 | Ashima Shiraishi       | Brooke Raboutou     | Laura Rogora                    |
| 2017 | Ai Mori                | Natsuki Tanii       | Futaba Ito                      |
| 2018 | Natsuki Tanii          | Nika Potapova       | YueTong Zhang                   |
| 2019 | Oriane Bertone         | Hana Koike          | Aleksandra Totkova              |
| 2021 | Anastasia Sanders      | Meije Lerondel      | Mio Nukui                       |
| 2022 | Kim Chae-yeong         | Meije Leronde       | Kaho Murakoshi                  |
| 2023 | Natsumi Oda            | Kohana Mugishima    | Geila Macia Martin              |

### Speed junior
| Anno | Oro                  | Argento               | Bronzo                |
| ---- | -------------------- | --------------------- | --------------------- |
| 2001 | Ol'ha Šalahina       | Ol'ga Oščepkova       | Olesja Saulevič       |
| 2002 | Ol'ga Oščepkova      | Ol'ha Šalahina        | Anna Stenkovaja       |
| 2005 | Ol'ha Bežko          | Jana Malkova          | Anna Galljamova       |
| 2006 | Ol'ha Bežko          | Anna Stöhr            | Jana Malkova          |
| 2007 | Rosmery Da Silva     | Jana Čerešneva        | Anne Hoarau           |
| 2008 | Julija Levočkina     | Alina Gajdamakina     | Ksenija Polechina     |
| 2009 | Alina Gajdamakina    | Oleksandra Bud Husajm | Anastasija Savisko    |
| 2010 | Klaudia Buczek       | Anastasija Ermolaeva  | Dinara Usmanova       |
| 2011 | Anna Cyganova        | Stefanie Pichler      | Margot Heitz          |
| 2012 | Anouck Jaubert       | Esther Bruckner       | Julija Kaplina        |
| 2013 | Aleksandra Rudzińska | Anouck Jaubert        | Svetlana Okol'ničniko |
| 2014 | Svetlana Motovilova  | Andrea Rojas          | Alexandra Elmer       |
| 2015 | Patrycja Chudziak    | Jana Luhovenko        | Elena Timofeeva       |
| 2016 | Dar'ja Kan           | Patrycja Chudziak     | Marlenova Assel       |
| 2017 | Dar'ja Kan           | Elizaveta Ivanova     | Ekaterina Baraščuk    |
| 2018 | Ekaterina Baraščuk   | Elizaveta Ivanova     | Elena Remizova        |
| 2019 | Elena Remizova       | Alejandra Contreras   | Aleksandra Kałucka    |
| 2021 | Franziska Ritter     | Giulia Randi          | Capucine Viglione     |
| 2022 | Beatrice Colli       | Nuria Brockfeld       | Franziska Ritter      |
| 2023 | Karin Hayashi        | Maria Szwed           | Callie Close          |

### Speed youth A
| Anno | Oro                  | Argento              | Bronzo                 |
| ---- | -------------------- | -------------------- | ---------------------- |
| 2001 | Ol'ga Evstigneeva    | Ol'ha Losyns'ka      | Ol'ga Semykina         |
| 2002 | Anna Galljamova      | Evgenija Ogandžanjan | Ol'ga Evstigneeva      |
| 2005 | Jana Čerešneva       | Alex Johnson         | Olena Šeremet'eva      |
| 2006 | Jana Čerešneva       | Stefanie Kofler      | Alex Johnson           |
| 2007 | Ksenija Polechina    | Alina Gajdamakina    | Tiffany Hensley        |
| 2008 | Dinara Fachritdinova | Julija Troepol'skaja | Anastasija Ermolaeva   |
| 2009 | Dinara Fachritdinova | Dinara Usmanova      | Anna Gislimberti       |
| 2010 | Anna Cyganova        | Esther Bruckner      | Aleksandra Rudzińska   |
| 2011 | Aleksandra Rudzinska | Esther Bruckner      | Anouck Jaubert         |
| 2012 | Anna Emec            | Valerija Baranova    | Nina Lach              |
| 2013 | Elena Markuševa      | Kayla Lieuw          | Kyra Condie            |
| 2014 | Dar'ja Kan           | Anastasija Kločkova  | Anastasija Manujlova   |
| 2015 | Elizaveta Ivanova    | Ekaterina Baraščuk   | Elizaveta Ivanova      |
| 2016 | Elizaveta Ivanova    | Elizaveta IvanovaT   | Elisabetta Dalla Brida |
| 2017 | Aleksandra Kałucka   | Yiling Song          | Polina Aksenova        |
| 2018 | Natalia Kałucka      | Kamilla Kušaeva      | Aleksandra Kałucka     |
| 2019 | Emma Hunt            | Kiara Pellicane-Hart | Anna Calanca           |
| 2021 | Beatrice Colli       | Nuria Brockfeld      | Callie Close           |
| 2022 | Manon Lebon          | Sofia Bellesini      | Ai Takeuchi            |
| 2023 | Tianxiang Zhang      | Ksenija Horjelova    | Feiyan Yang            |

### Speed youth B
| Anno | Oro                    | Argento                | Bronzo               |
| ---- | ---------------------- | ---------------------- | -------------------- |
| 2001 | Barbara Baumann        | Natalija Stoljarova    | Kateryna Buševa      |
| 2002 | Tori Allen             | Anna Stöhr             | Eliška Karešová      |
| 2005 | Libby Hall             | Ksenija Polechina      | Tiffany Hensley      |
| 2006 | Dinara Fachritdinova   | Tiffany Hensley        | Cassandra Zampar     |
| 2007 | Dinara Fachritdinova   | Stefanie Pichler       | Rossi Gabazú         |
| 2008 | Taylor Clarkin         | Francesca Metcalf      | Cicada Jenerik       |
| 2009 | Aleksandra Rudzińska   | Anna Wagnerová         | Michela Facci        |
| 2010 | Dana Riddle            | Alexandra Elmer        | Valerija Baranova    |
| 2011 | Polina Šel'pakova      | Alexandra Elmer        | Anastasija Kločkova  |
| 2012 | Liesli Romero          | Nicole Mejía Jaramillo | Anastasija Kločkova  |
| 2013 | Dar'ja Kan             | Margarita Marsanova    | Anastasija Manujlova |
| 2014 | Ekaterina Baraščuk     | Sidney Trinidad        | Elena Krasovskaja    |
| 2015 | Elisabetta Dalla Brida | Karina Gareeva         | Elena Krasovskaja    |
| 2016 | Karina Gareeva         | Dar'ja Kuznecova       | Giorgia Strazieri    |
| 2017 | Polina Kulagina        | Dar'ja Potapova        | Kamilla Kušaeva      |
| 2018 | Jimin Jeong            | Anna Calanca           | Emma Hunt            |
| 2019 | Callie Close           | Nuria Brockfeld        | Manon Lebon          |
| 2021 | Daria Marciniak        | Francesca Matuella     | Julie Fritsche       |
| 2022 | Ksenija Horjelova      | Polina Chal'kevyč      | Maelane Villedieu    |
| 2023 | Polina Chal'kevyč      | Xinyi Huang            | Jiayi Lin            |

### Bouldering

#### Juniors
| Anno | Oro                  | Argento              | Bronzo                   |
| ---- | -------------------- | -------------------- | ------------------------ |
| 2015 | Staša Gejo           | Miho Nonaka          | Jessica Pilz             |
| 2016 | Margo Hayes          | Tara Hayes           | Franziska Sterrer        |
| 2017 | Claire Buhrfeind     | Maya Madere          | Johanna Holfeld          |
| 2018 | Hannah Slaney        | Urška Repušič        | Vita Lukan               |
| 2019 | Laura Rogora         | Natalia Grossman     | Lucia Dörffel            |
| 2021 | Naïle Meignan        | Emily Phillips       | Lucija Tarkuš            |
| 2022 | Zélia Avezou         | Selma Elhadj Mimoune | Kylie Cullen             |
| 2023 | Selma Elhadj Mimoune | Sara Čopar           | Iziar Martínez Almendros |

#### Youth A
| Anno | Oro              | Argento           | Bronzo          |
| ---- | ---------------- | ----------------- | --------------- |
| 2015 | Janja Garnbret   | Margo Hayes       | Asja Gollo      |
| 2016 | Janja Garnbret   | Vita Lukan        | Maya Madere     |
| 2017 | Ashima Shiraishi | Luiza Emeleva     | Brooke Raboutou |
| 2018 | Laura Rogora     | Lučka Rakovec     | Futaba Ito      |
| 2019 | Luce Douady      | Natsumi Hirano    | Saki Kikuchi    |
| 2021 | Zélia Avezou     | Sara Čopar        | Alessia Mabboni |
| 2022 | Sara Čopar       | Michika Nagashima | Alessia Mabboni |
| 2023 | Kaho Murakoshi   | Jennifer Buckley  | Lily Abriat     |

#### Youth B
| Anno | Oro               | Argento            | Bronzo          |
| ---- | ----------------- | ------------------ | --------------- |
| 2015 | Ashima Shiraishi  | Elena Krasovskaja  | Vita Lukan      |
| 2016 | Ashima Shiraishi  | Futaba Ito         | Brooke Raboutou |
| 2017 | Futaba Ito        | Natsuki Tanii      | Saki Kikuchi    |
| 2018 | Natsuki Tanii     | Naile Meignan      | Hana Kudo       |
| 2019 | Oriane Bertone    | Ryu Nakagawa       | Hana Koike      |
| 2021 | Anastasia Sanders | Meije Lerondel     | Sina Willy      |
| 2022 | Anastasia Sanders | Natsumi Oda        | Kaho Murakoshi  |
| 2023 | Analise Van Hoang | Geila Macià Martín | Natsumi Oda     |

## Medagliere complessivo
| Pos. | Paese         | Oro | Argento | Bronzo | Totale |
| ---- | ------------- | --- | ------- | ------ | ------ |
| 1    | Russia        | 48  | 44      | 48     | 140    |
| 2    | Francia       | 28  | 33      | 28     | 89     |
| 3    | Austria       | 26  | 26      | 18     | 70     |
| 4    | Ucraina       | 13  | 14      | 15     | 42     |
| 5    | Slovenia      | 9   | 12      | 8      | 29     |
| 6    | Giappone      | 7   | 8       | 5      | 20     |
| 7    | Svizzera      | 7   | 5       | 4      | 16     |
| 8    | Polonia       | 7   | 4       | 2      | 13     |
| 9    | Italia        | 7   | 3       | 12     | 22     |
| 10   | Germania      | 6   | 11      | 10     | 27     |
| 11   | Rep. Ceca     | 6   | 2       | 6      | 14     |
| 12   | Stati Uniti   | 5   | 18      | 19     | 42     |
| 13   | Belgio        | 5   | 5       | 2      | 12     |
| 14   | Spagna        | 5   | 1       | 3      | 9      |
| 15   | Canada        | 5   | 0       | 2      | 7      |
| 16   | Venezuela     | 4   | 1       | 2      | 7      |
| 17   | Paesi Bassi   | 2   | 2       | 1      | 5      |
| 18   | Ecuador       | 1   | 4       | 3      | 8      |
| 19   | Svezia        | 1   | 1       | 1      | 3      |
| 20   | Norvegia      | 1   | 0       | 1      | 1      |
| 21   | Australia     | 1   | 0       | 0      | 1      |
| 21   | Kazakistan    | 1   | 0       | 0      | 1      |
| 23   | Corea del Sud | 0   | 1       | 3      | 4      |
| 24   | Bulgaria      | 0   | 1       | 1      | 2      |
| 24   | Regno Unito   | 0   | 1       | 1      | 2      |
| 26   | Ungheria      | 0   | 0       | 1      | 1      |
| 26   | Cina          | 0   | 0       | 1      | 1      |